# آقنييسكا ماندات
آقنييسكا ماندات (بالبولندية: Agnieszka Mandat)‏ هي ممثلة بولندية، ولدت في 29 مايو 1953 بكراكوف في بولندا.

## وصلات خارجية
- آقنييسكا ماندات على موقع IMDb (الإنجليزية)
- آقنييسكا ماندات على موقع قاعدة بيانات الفيلم (الإنجليزية)